# نشال رغم أنفه (فلم)
نشال رغم أنفه هو فيلم مصري عرض عام 1969، بطولة أمين الهنيدي ونادية لطفي، ومن إخراج حسن الصيفي.

## قصة الفيلم
يقرر نشال أن يتوب من النشل، وعند خروجه من باب السجن يرى مجموعة النشالين في انتظاره فيذهب معهم إلى ملهى حيث يلتقي بصاحبه الذي يطلب منه المحفظة التي نشلها قبل دخوله السجن، وينكر نشله للمحفظة ويذهب إلى منزله ويفتح المحفظة فيفاجأ بعقود وأوراق باسم نجمة السينما سامية فوزي فيضظر للذهاب إلى منزلها لتسليمها الأوراق فتعجب به وتحبه من أول نظرة وتتزوجه.

## طاقم التمثيل
- أمين الهنيدي: (سيد الخفيف)
- نادية لطفي: (سامية فوزي)
- محمود المليجي: (القرنفلي - عم سامية)
- عبد المنعم مدبولي: (الدكتور شيحة)
- توفيق الدقن: (أبو فصادة)
- ثلاثي أضواء المسرح
  - سمير غانم: (من عصابة أبو فصادة)
  - جورج سيدهم: (من عصابة أبو فصادة)
  - الضيف أحمد: (من عصابة أبو فصادة)
- زهرة العلا: (جيجي السكرتيرة)
- عبد الخالق صالح: (مدير السجن)
- نبيلة السيد: (طباخة)
- سيف الله مختار: (طباخ)
- وحيد عزت: (ضابط المباحث)
- محمد شوقي: (شوقي - محرر مجلة النجوم)
- حسين إسماعيل: (شاويش السجن)
- أنور مدكور: (مدير المباحث)
- سميحة محمد: (الست حميدة)
- حسن حسين: (بشكاتب في شركة القرنفلي)
- محمود الألفي
- فؤاد الألفي
- سيد إبراهيم: (صديق سيد الخفيف في السجن)
- نصر سيف: (صديق سيد الخفيف في السجن)
- حسين عرابي
- حمدي السيد: (موظف)
- سيد العربي
- علي المعاون: (أستيكة)
- محمد سليمان
- قطقوطة: (راقصة الأوبرا)
- زينات علوي: (الراقصة قشطة)
- زيزي مصطفى: (راقصة الفرح)
- شفيق جلال: (مطرب البار)
- جلال المصري
- أحمد أبو عبية: (موظف)
- مطاوع عويس: (صبي البار)
- عبد المنعم بسيوني: (مخرج الفيلم)

## فريق العمل
- إخراج: حسن الصيفي
- قصة: نبيل غلام
- سيناريو: نبيل غلام، أنور عبد الله
- حوار: أنور عبد الله
- مدير التصوير: محمد عمارة
- مونتاج: فكري رستم
- موسيقى تصويرية:
- إنتاج: حسن الصيفي
- توزيع داخلي: شركة الأفلام المتحدة
- توزيع خارجي: بترا فيلم
- تأليف الأغاني: فتحي قورة، أنور عبد الله
- ألحان الأغاني: سيد مكاوي، حلمي بكر